# محمد معتوق
محمد معتوق (عربی: محمد غسان معتوق؛ زادهٔ ۳۰ آوریل ۱۹۷۷) بازیکن سابق و مربی فوتبال اهل سوریه است.
وی همچنین در تیم ملی فوتبال سوریه بازی کرده‌است.